# Amphimedon queenslandica
Amphimedon queenslandica es una esponja que fue descubierta en 1998 en el cayo de Heron Island por Sally Leys durante un estudio de especies de esponjas, y fue descrita formalmente por John Hooper y Rob van Soest en 2006. Como la mayoría de las esponjas, tiene un ciclo de vida bifásico, pasando por una fase planctónica mientras es larva, pero luego se convierte en un habitante bentónico. Es hermafrodita y se reproduce a través del desove de esperma, lo que significa que libera esperma en el agua pero retiene los óvulos, que son fertilizados internamente. Los embriones se desarrollan en cámaras de cría hasta que alcanzan un cierto tamaño, luego se dispersan como larvas de parénquima. Durante esta etapa larvaria, tienen una fuerte preferencia por la oscuridad. La esponja es difícil o imposible de mantener en cautiverio.

## Genética
El genoma de Amphimedon queenslandica fue secuenciado en 2009 para proporcionar información sobre la evolución de la complejidad animal y fue la primera esponja en ser secuenciada. Investigaciones posteriores también han secuenciado el genoma de la esponja de agua dulce Ephydatia muelleri.